# Rhodostrophia rhoda
Rhodostrophia rhoda är en fjärilsart som beskrevs av Louis Beethoven Prout 1913. Rhodostrophia rhoda ingår i släktet Rhodostrophia och familjen mätare. Inga underarter finns listade.